# すっごいね!
『すっごいね!』は、THE つんくビ♂トのアルバム。

## 内容
シャ乱Qのつんく♂、まこと、元LOWDOWNのこーじらと結成したTHE つんくビ♂ト名義唯一のシングル。カップリングの「明日が来る前に」は、CD収録曲としては、初めてセルフカバーをした曲である。

## 収録曲
1. すっごいね!
作詞･作曲:つんく♂ 編曲:THE つんくビ♂ト
2. OK!
作詞:まこと 作曲:つんく♂･こーじ 編曲:THE つんくビ♂ト
3. 明日が来る前に - 原曲:FUJIWARA
作詞･作曲:つんく♂ 編曲:THE つんくビ♂ト